# Czerwona Planeta (film)
Czerwona Planeta (ang. Red Planet) – film z 2000 roku pokazujący próbę kolonizacji Marsa przez ludzi.

## Obsada
| Aktor            | Rola                         |
| ---------------- | ---------------------------- |
| Val Kilmer       | Robby Gallagher              |
| Tom Sizemore     | Dr Quinn Burchenal           |
| Carrie-Anne Moss | Komandor Kate Bowman         |
| Benjamin Bratt   | Ted Santen                   |
| Simon Baker      | Chip Pettengill              |
| Terence Stamp    | Dr. Bud Chantilas            |
| Neil Ross        | Głos kombinezonu kosmicznego |

## Odbiór
Film okazał się klapą wśród krytyków i klapą kasową. 
W agregatorze recenzji Rotten Tomatoes produkcja zebrała 14% pozytywnych recenzji na podstawie 103 recenzji.
Jest to jak dotąd jedyny film fabularny Hoffmana.